# ¡Horton escucha a Quién!
¡Horton escucha a Quién! es un libro escrito en el año 1954 por Theodor Seuss Geisel, conocido bajo el seudónimo Dr. Seuss. Es el segundo libro donde aparece Horton, el elefante, dado que el primero es Horton empolla el huevo. Los quiénes aparecerán luego en ¡Cómo El Grinch robó la Navidad!.

## Reseña
Los hechos transcurren en la Jungla de Nool donde vive fauna antropomórfica, Horton el elefante encuentra un trébol habitado por una sociedad de seres microscópicos conocidos como los quiénes. Luego de conversar con el alcalde de Villa Quién, decide dedicar todo su tiempo a atender las necesidades de los quiénes y a protegerlos de los peligros de un mundo mucho más grande. Sin embargo, la cangura Sour duda de las historias de Horton sobre los quienes y convence al resto de los animales de que el elefante está mintiendo y deciden destruir el trébol por desprecio. Los quiénes, aterrorizados, presa del pánico, se dejan llevar por la desesperación hasta que el alcalde de la ciudad se tropieza con un joven llamado Jojo, quién utiliza un megáfono justo cuando los animales están a punto de devastar Villa Quién, gritando ¡YOPP! en el momento justo. Al darse cuenta de que sus suposiciones eran incorrectas, Sour se redime y decide unirse a Horton, dedicando todo su tiempo a proteger a los quiénes.

## Adaptaciones

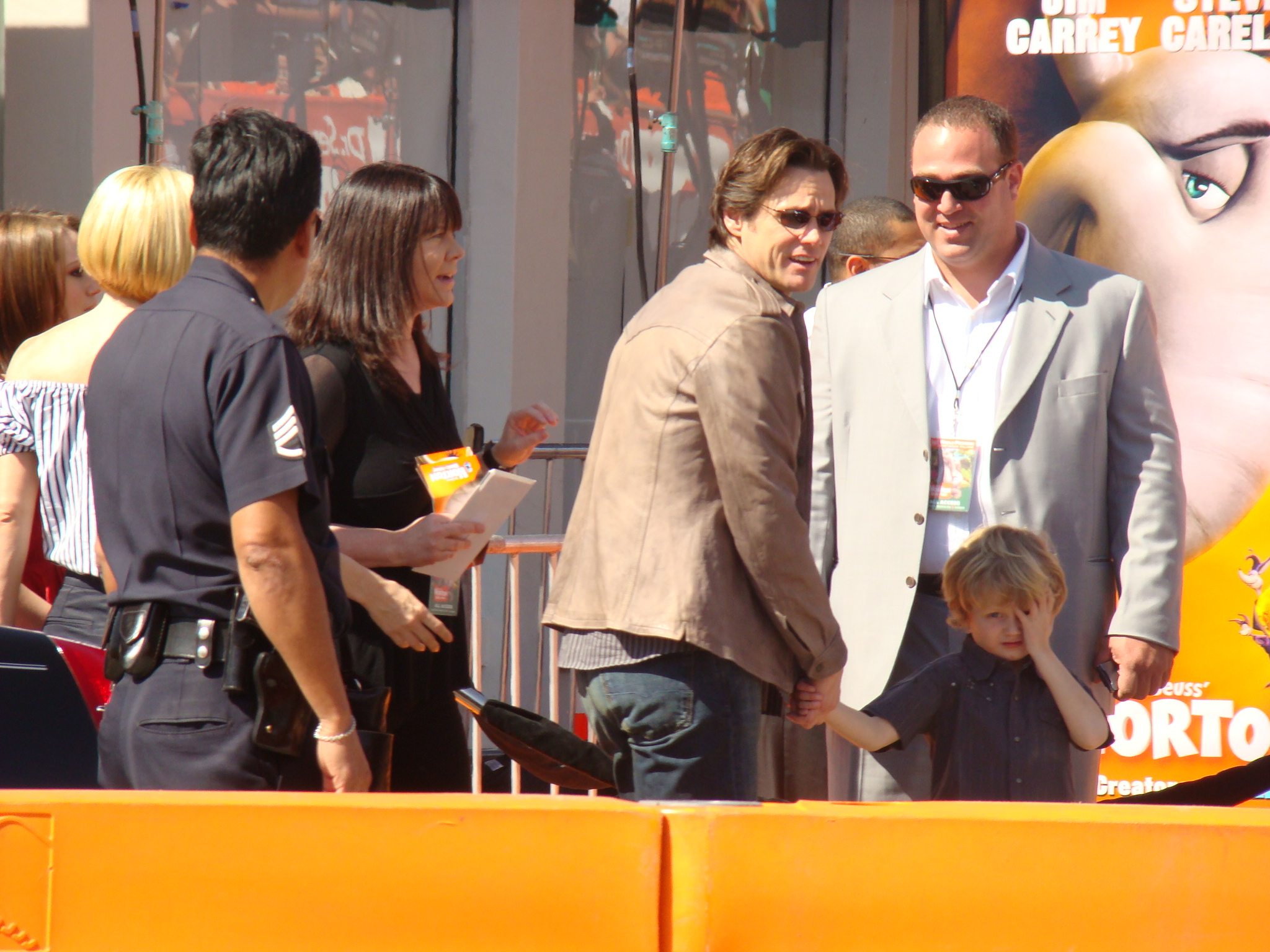
Jim Carrey en el estreno de Horton y el mundo de los Quién.

¡Horton escucha a Quién! fue adaptado a una animación de media hora en 1970, por MGM Animation/Visual Arts, dirigido por Chuck Jones (quien dirigió a su vez la versión televisiva de ¡Cómo el Grinch robó la Navidad!.), producida por Theodor Geisel, y con narración de Hans Conried, quien realizó también la voz de Horton. En esta versión, el nombre de Sour, la cangura es cambiado por Jane, cuya voz fue realizada por June Foray, mientras que su hijo se llama Junior. 
En Rusia, Alexei Karayev dirigió Puedo escucharte en 1992, una animación pintada en vidrio que dura 19 minutos, basada en la traducción rusa de la poesía de Seuss pero con un estilo visual muy diferente. 
La historia, junto con Horton empolla el huevo, también proporciona la trama básica para musical de Broadway en el año 2000 Seussical.
El libro se convirtió en Horton y el mundo de los Quién el 14 de marzo de 2008, una animación por computadora de Blue Sky Studios, el sector de animaciones de 20th Century Fox. Jim Carrey realiza la voz de Horton, Carol Burnett la de Sour la cangura que es llamada "Kangaroo", y Steve Carell realiza la voz del alcalde de Villa Quién.

## Historia de los personajes en otros medios de comunicación
Una referencia al personaje principal es hecha por el comediante musical Tim Minchin en su poema Storm.
La cangura Sour, su hijo, y los hermanos Wickersham (un grupo de personajes secundarios que eran secuaces de Sour) también aparecen en El Fabuloso Mundo de Dr. Seuss, así como Horton y su hijo Morton el Pájaro-Elefante del libro Horton empolla el huevo.
Horton es uno de los personajes principales en la obra de Broadway Seussical. Jojo, el pequeño quién juega un rol mayor en la obra que en el libro.
Los quiénes aparecen también en ¡Cómo El Grinch robó la Navidad! y Noche Grinch. En la película El Grinch se refuerza la idea de que los quiénes son microscópicos, demostrando que los hechos transcurrieron en un copo de nieve pero en 1966 en el especial navideño, al igual que en el libro, no mencionan su tamaño.

## Uso en el debate sobre el aborto en Estados Unidos
El libro (sobre todo la frase recurrente de Horton "una persona es una persona, no importa lo pequeño") ha participado en una de las discusiones más recurrentes en los Estados Unidos sobre el aborto. Varias grupos que están en desacuerdo con el aborto han adoptado la frase en apoyo de su punto de vista. La viuda de Geisel, Audrey Geisel, dijo que "no le gusta que la gente secuestre a los personajes de Dr. Seuss o a su material para exponer sus propios puntos de vista".
Según el biógrafo de Dr. Seuss, Philip Nel, Geisel amenazó con demandar a un grupo en contra del aborto por usar sus palabras en sus carteles.